# Cảnh Kiến Phong
Cảnh Kiến Phong (tiếng Trung giản thể: 景建峰, bính âm Hán ngữ: Jǐng Jiànfēng, sinh năm 1966, người Hán) là tướng lĩnh Quân Giải phóng Nhân dân Trung Quốc. Ông là Trung tướng Quân Giải phóng, Ủy viên dự khuyết Ủy ban Trung ương Đảng Cộng sản Trung Quốc khóa XX, hiện là Phó Tham mưu trưởng Bộ Tham mưu liên hợp Quân ủy Trung ương. Ông từng là Phó Tư lệnh Chiến khu Đông Bộ, Tư lệnh Không quân Chiến khu Đông Bộ.
Cảnh Kiến Phong là đảng viên Đảng Cộng sản Trung Quốc, ông có sự nghiệp phần lớn phục vụ cho quân chủng không quân trước khi chuyển sang Bộ Tham mưu liên hợp.

## Sự nghiệp
Cảnh Kiến Phong sinh vào năm 1966 tại huyện Trường Hưng thuộc địa cấp thị Hồ Châu, tỉnh Chiết Giang, Cộng hòa Nhân dân Trung Hoa. Ông lớn lên và tốt nghiệp cao trung ở Trung học Trường Hưng, đến năm 1984 thì nhập ngũ Quân Giải phóng Nhân dân Trung Quốc, phục vụ Không quân, theo học và là phi công chiến đấu. Ông công tác ở Sư đoàn Hàng không số 3 của Quân khu Nam Kinh, từ một phi công cho đến khi trở thành Sư đoàn trưởng, chỉ huy các máy bay tiêm kích. Sau đó, ông được điều về khu vực Tây Bắc bổ nhiệm làm Phó Tư lệnh Căn cứ Thí nghiệm huấn luyện Không quân ở Nội Mông và Cam Túc, rồi được phong quân hàm Thiếu tướng Không quân vào tháng 1 năm 2017. Đầu năm 2018, ông được điều tới Chiến khu Đông Bộ, nhậm chức Tham mưu trưởng Không quân của chiến khu, giữ chức này trong 3 năm.
Tháng 8 năm 2021, Cảnh Kiến Phong được bổ nhiệm làm Phó Tư lệnh Chiến khu Đông Bộ, Tư lệnh Không quân Chiến khu Đông Bộ, được thăng quân hàm Trung tướng. Ông giữ cương vị này trong 4 tháng cho đến tháng 12 cùng năm thì được điều lên trung ương làm Phó Tham mưu trưởng Bộ Tham mưu liên hợp Quân ủy Trung ương. Cuối năm 2022, ông được bầu là đại biểu dự Đại hội Đảng Cộng sản Trung Quốc lần thứ XX, từ đoàn Quân Giải phóng và Vũ cảnh. Trong quá trình bầu cử tại đại hội, ông tiếp tục được bầu là Ủy viên dự khuyết Ủy ban Trung ương Đảng Cộng sản Trung Quốc khóa XX.

## Lịch sử thụ phong quân hàm
| Quân hàm |             |             |  |  |  |  |  |  |  |  |  |
| Cấp bậc  | Thiếu tướng | Trung tướng |  |  |  |  |  |  |  |  |  |
|          |             |             |  |  |  |  |  |  |  |  |  |